# Bram Cohen
Bram Cohen (New York, 12 ottobre 1975) è un informatico statunitense.
È l'autore del programma e protocollo BitTorrent peer-to-peer (P2P) di condivisione file. È anche il cofondatore di CodeCon, organizzatore degli incontri degli hacker-P2P dell'Area della Baia di San Francisco meeting e coautore di Codeville.

## Biografia
Cohen è cresciuto nella parte nord-ovest di Manhattan, a New York. Ha imparato il linguaggio di programmazione BASIC da bambino sul computer Timex Sinclair della sua famiglia d'origine. Cohen passò gli American Invitational Mathematics Examination per qualificarsi per le Olimpiadi di Matematica degli Stati Uniti d'America (USAMO) mentre frequentava la scuola superiore Stuyvesant High School nella città di New York. Si è diplomato a Stuyvesant nel 1993 e si è iscritto all'Università di Stato di Buffalo e di New York. Più tardi ha abbandonato l'università per diverse "compagnie dot com" tra la metà e la fine degli anni novanta, lavorando per ultimo alla MojoNation, un progetto ambizioso ma sfortunato al quale ha lavorato con Jim McCoy.
MojoNation permette alla gente di suddividere file confidenziali in pezzetti criptati e distribuire tali pezzetti a computer che fanno girare tale software. Se qualcuno vuole scaricare una copia di questi file criptati, dovrà scaricarli simultaneamente da diversi computer. Questo concetto, Cohen pensò, era il software per condivisione file per eccellenza, poiché programmi come KaZaA impiegano una grande quantità di tempo per scaricare un grosso file poiché la provenienza è da una sola sorgente (o "peer" ovvero "pari" in italiano). Cohen ha strutturato BitTorrent, che è stato scritto in linguaggio di programmazione Python, per essere capace di scaricare file da sorgenti differenti, accelerando il tempo di download, specialmente per utenti con velocità di download e upload veloci. Quindi più un file è popolare più rapida sarà la sua ricomposizione, poiché molti altri utenti, condividendo lo stesso file, possono contribuire tutti insieme con i pezzi mancanti nei confronti degli utenti interessati.

### BitTorrent
Nell'aprile 2001, Cohen abbandonò MojoNation e cominciò a lavorare a BitTorrent. Cohen svelò le sue idee originali alla prima conferenza CodeCon, per il quale lui ed il suo compagno di stanza Len Sassaman crearono un evento-simbolo per la tecnologia di punta dopo essere rimasto disilluso con altri tipi di conferenze similari. Quest'ultima rimane ancora un evento da seguire per coloro i quali vanno alla ricerca di informazioni riguardo alle nuove tendenze dei software di ultima generazione, benché BitTorrent continua a rivendicare la "più famosa presentazione".
Nell'estate del 2002 Cohen collezionò pornografia gratuita per "fare da esca" ai beta tester ed invogliarli all'utilizzo del software. BitTorrent conquistò la sua fama per la sua abilità di poter condividere velocemente grandi quantità di musica e film online. Cohen stesso ha rivendicato di non aver mai violato le leggi sui diritti d'autore utilizzando il suo software, e sospetta che la Motion Picture Association of America sarebbe ben felice di produrre una prova legale se avesse tentato qualcosa del genere.